# 市場町興崎
市場町興崎（いちばちょうこうざき）は、徳島県阿波市の大字。2010年10月1日現在の人口は498人、世帯数は167世帯。郵便番号は〒771-1622。

## 地理
阿波市の南部に位置。北は市場町尾開、東は市場町切幡、西から南は市場町市場と接する。
ほとんどが米作を中心とする農家で、裏作ではナス・キュウリ・エンドウ・ビール麦などを作っている。地内中央部を東西に徳島県道139号船戸切幡上板線が走る。

### 河川
- 鶯谷川

### 小字
- 北分
- 箸供養
- 南分

## 歴史
- 2005年（平成17年）4月1日 - 阿波郡市場町が阿波町・板野郡土成町・吉野町と合併して阿波市となり、住所表記は「阿波郡市場町大字興崎字（字名）」から「阿波市（字名）」となる。
- 2007年（平成19年）1月1日 - 住所表記を「阿波市市場町興崎字（字名）」に変更し、現在の表記となる。

## 施設
- 阿波手作りおもちゃ館
- 天満宮

## 交通

### 道路
都道府県道
- 徳島県道139号船戸切幡上板線